# Anton Kersjes
Anton Kersjes   (Arnhem, 17 d'agost de 1923 - 2 de desembre de 2004) és un director d'orquestra neerlandès.

## Biografia
Kersjes va néixer com el fill més petit del carter Antonius Franciscus Johannes Kersjes i de la professora Elisabeth Geertruida Peperkamp. Va començar com a violinista a l'Arnhemsche Orkest Vereniging, però va aprendre a dirigir de Jaap Spaanderman (director d'orquestra) i Eugène Bigot a París. Durant la Segona Guerra Mundial va actuar a Alemanya per fugir de l'"Arbeitseinsatz". Després de la Segona Guerra Mundial es va convertir en violinista i director d'orquestra de l'orquestra del Tuschinski Theatre d'Amsterdam. Aquí es va fer conegut com a arranjador-acompanyant de Leo Fuld. El 1953 es va unir al Kunstmaand Orkest, fundada per Jan Huckriede, que es va convertir en l'Orquestra Filharmònica d'Amsterdam sota el seu lideratge a finals dels anys seixanta. El 1985, l'Orquestra Filharmònica d'Amsterdam es va fusionar amb l'Orquestra Filharmònica dels Països Baixos, i Kersjes va continuar participant durant molts anys com a director convidat. En total va oferir 130 concerts per televisió. També va dirigir diverses òperes i molts ballets amb diverses companyies.
Des de 1964 també va estar professor de direcció d'orquestra a l'Amsterdams Muzieklyceum. Des del 1981 fins al 1988 va dirigir la Classe Internacional de Director d'Orquestra i va ser subdirector del Conservatori de Maastricht. Entre els seus estudiants hi havia Kees Bakels i Ed Spanjaard a Amsterdam i Henrie Adams, Eduard de Boer, Dirk Brossé, Mels Dees, Geert van Keulen, Alex Schillings i Ger Vos a Maastricht. El 1983/1984 va cedir la direcció diària de l'orquestra.
El 1980 va dirigir l'estrena de l'òpera Thijl de Jan van Gilse, que es trobava a l'escenari des del 1940.

## Margaret van de Groenekan
Margaretha Caecilia (Margreet o Gé) van de Groenekan (Amsterdam, 7 de maig de 1922 - idem, 10 d'abril de 1997) va ser violinista. Era filla del violoncel·lista i contrabaixista Herman Barend (Hems) van de Groenekan i Margaretha Bosboom. Va tocar a la Gelders Orkest i es va asseure al costat de Kersjes, des del 1947 a l'Orquestra Municipal d'Utrecht (primer violí) i més tard a la Kunstma i Orkest. També va tocar al Quartet Kossmann amb Annie Kossman (violí), Mieke Scager (viola) i Marijke Helman (violoncel) i al Quartet Caecilia amb Jetty van Dranen-Feltzer (violí), Ans van Eldik-Thieme (alt) i Corry Jnasen-Raó (violoncel).
Van de Groenekan i Kersjes es van casar el 1946. Més tard a la vida es van comprometre amb el desenvolupament del talent musical jove. El 1994 van fundar el "Fons Kersjes van de Groenekan", que atorga anualment el premi Kersjes van de Groenekan. La presentació d'aquest premi per al 2004 estava prevista per al 2 de desembre, però es va ajornar per la mala salut de Kersjes. Anton Kersjes va morir aquell mateix dia després d'una malaltia a casa seva a Blaricum.
Des de fa temps hi ha un festival "Anton Kersjes" (2006/2007).